# 圣尼各老圣殿 (博赫尼亚)
圣尼各老圣殿（Bazylika św. Mikołaja w Bochni）是一座罗马天主教次级宗座圣殿、修道院、堂区教堂、协同教堂，位于波兰博赫尼亚。1998年升格为次级宗座圣殿Sanktuarium Matki Bożej Różańcowej，2003年成为协同教堂。这是一座砖砌教堂，建于1440-1445年，1968年成为波兰文物古迹。 

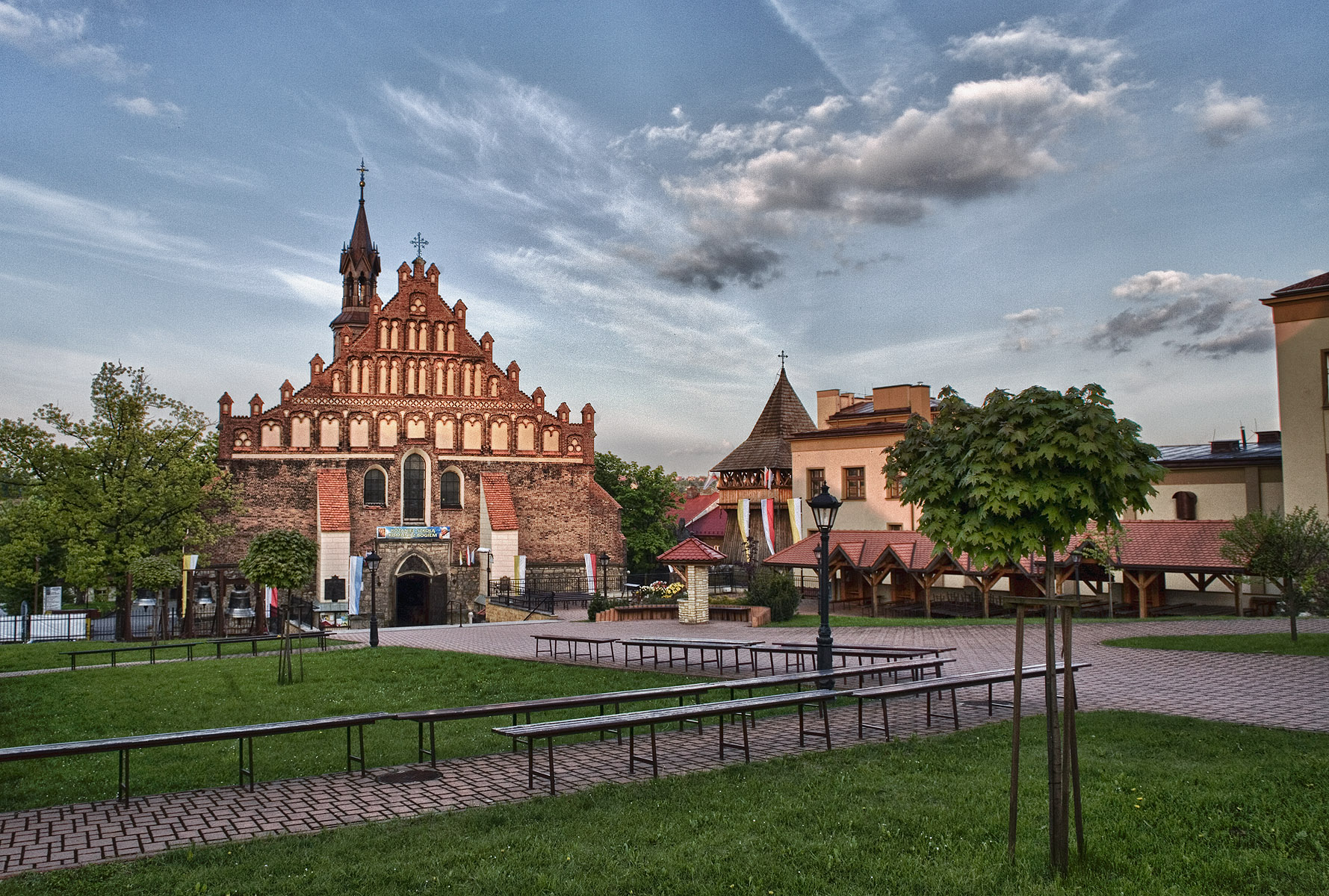
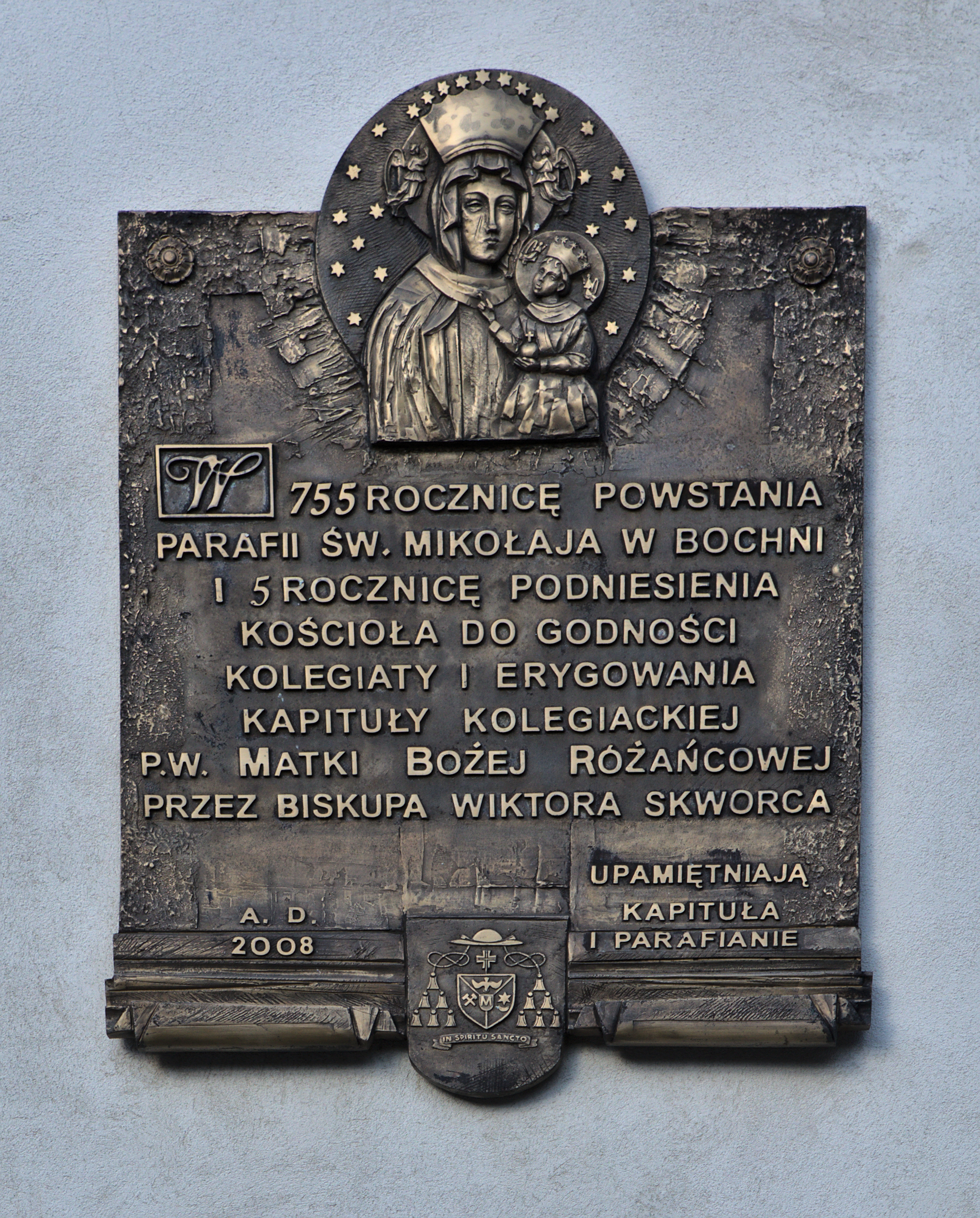
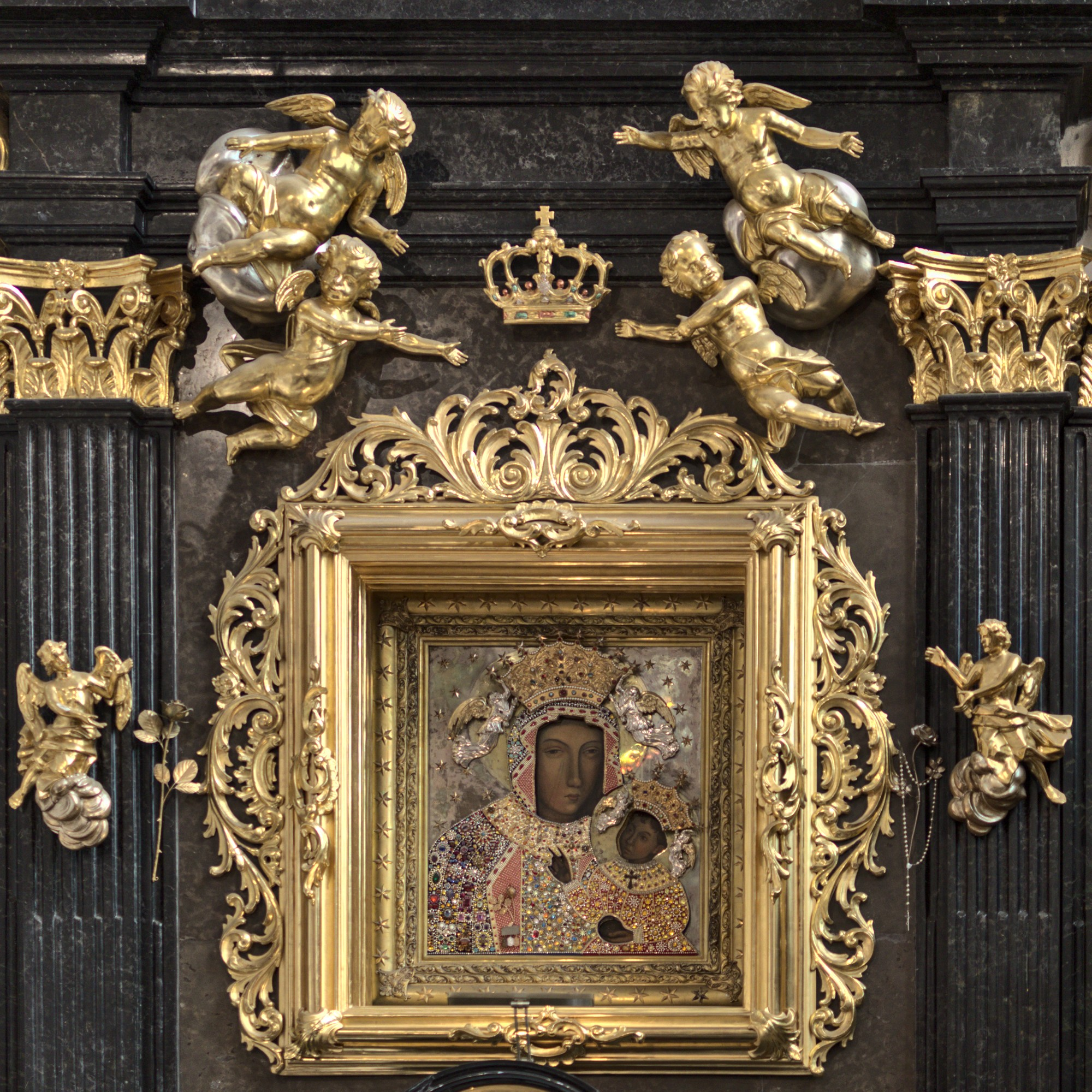
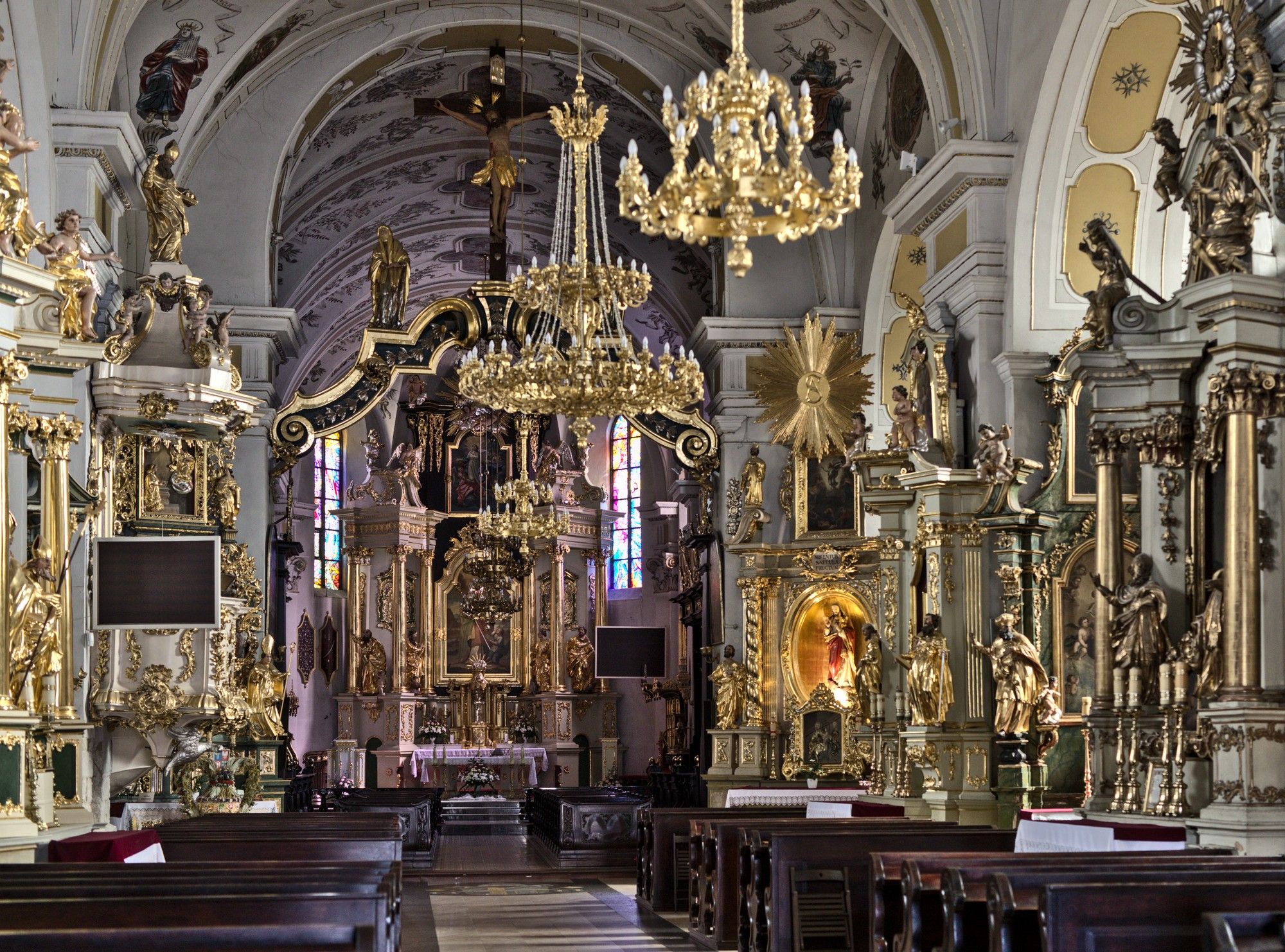
.
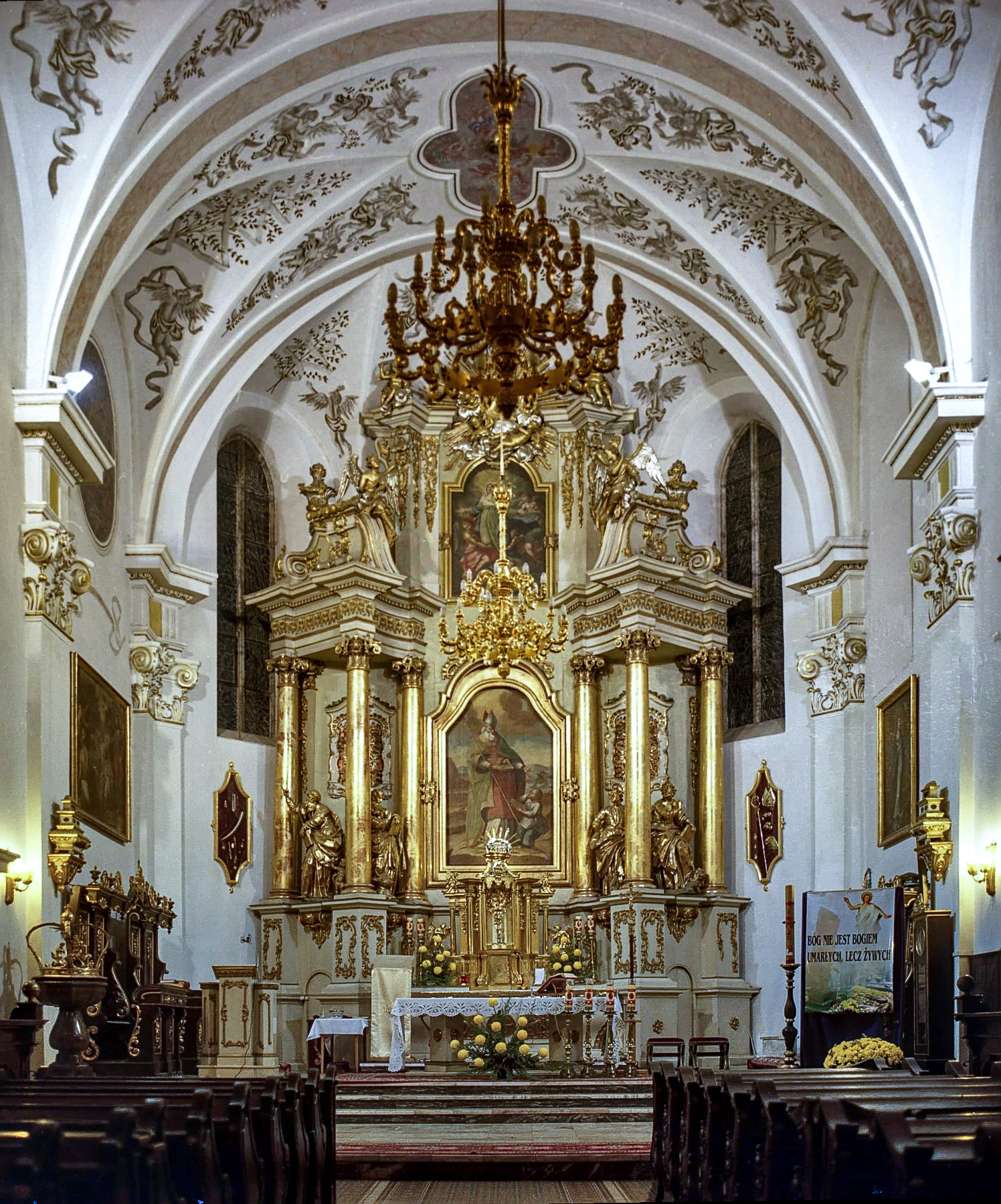
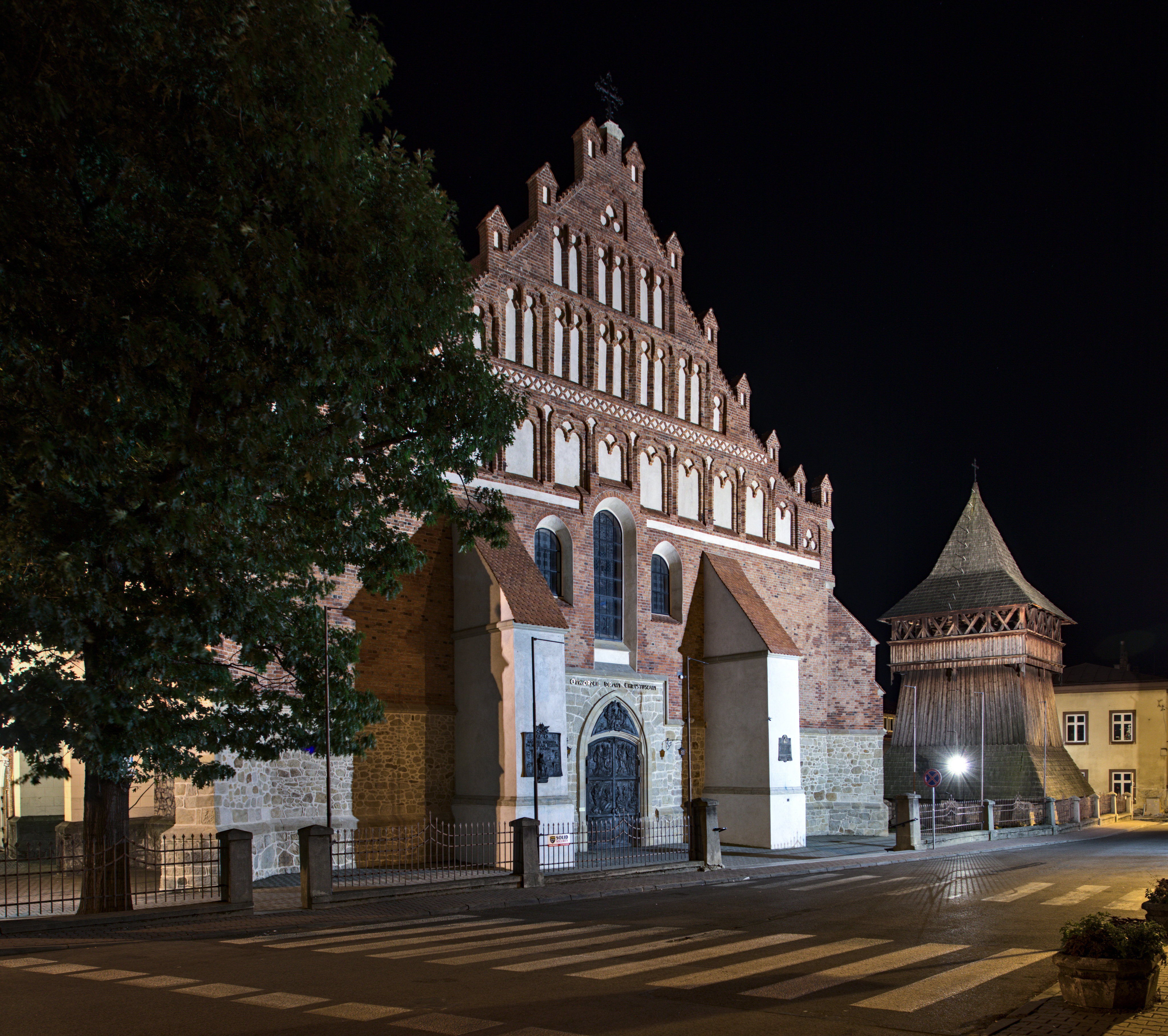
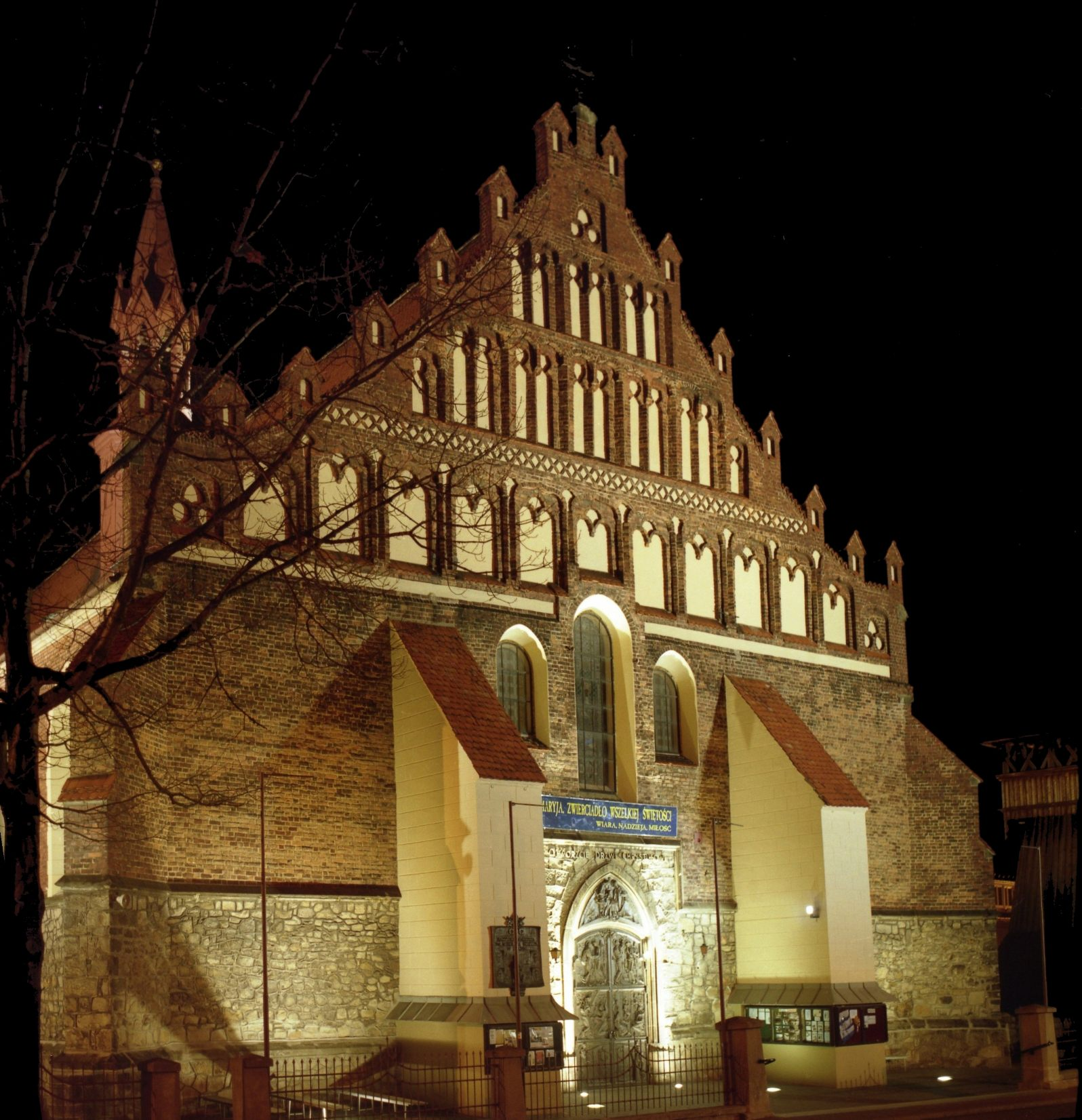
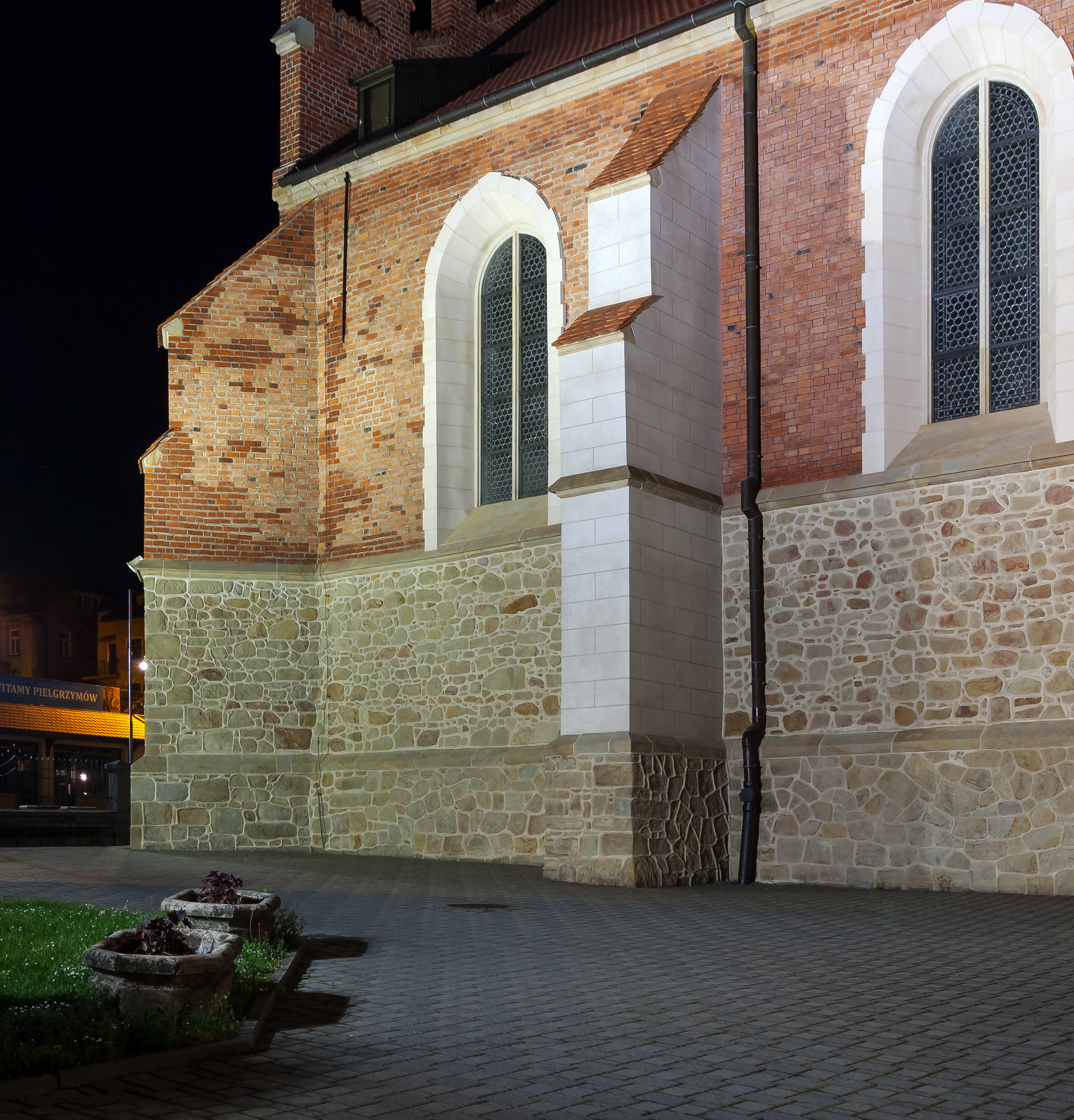
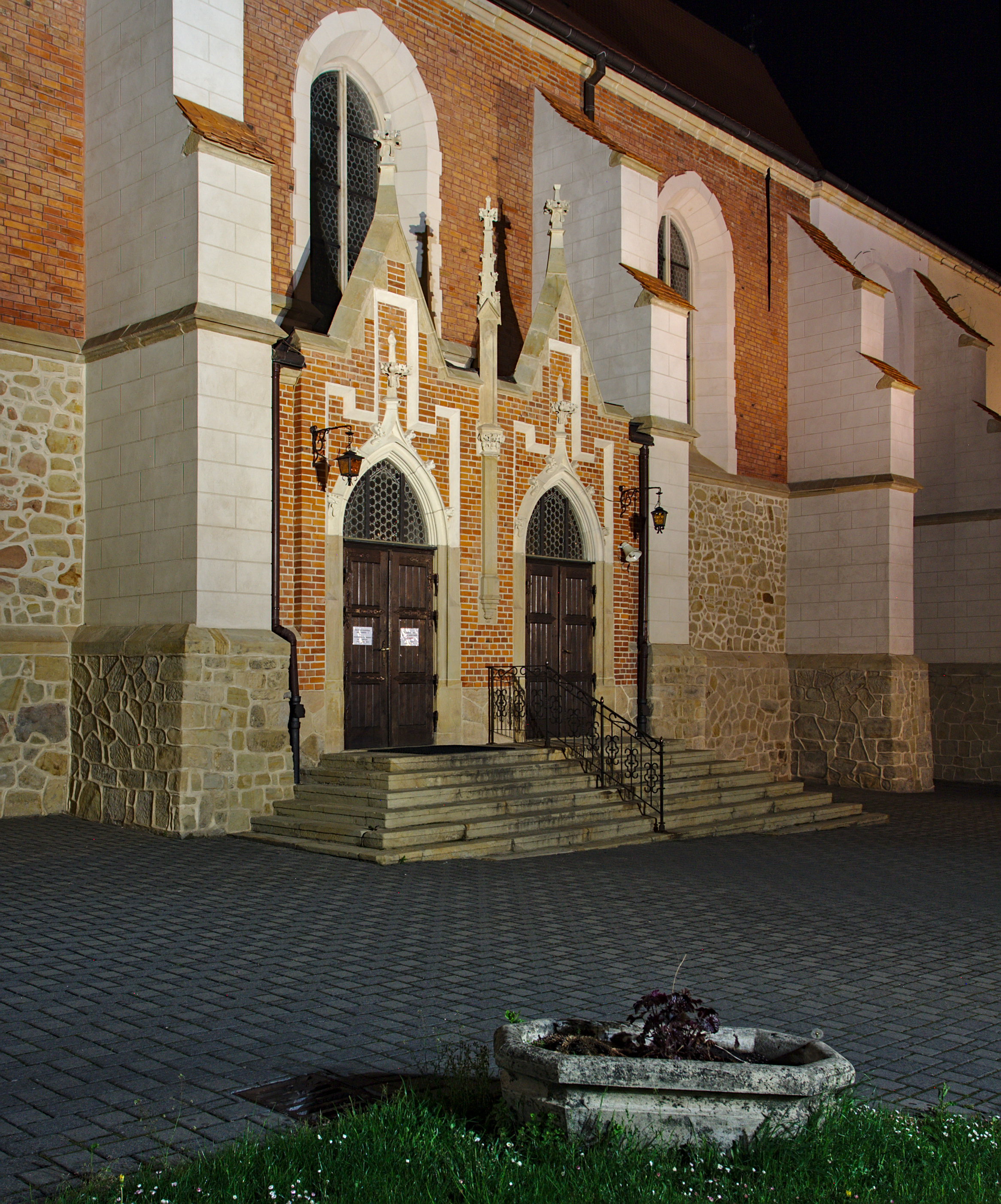
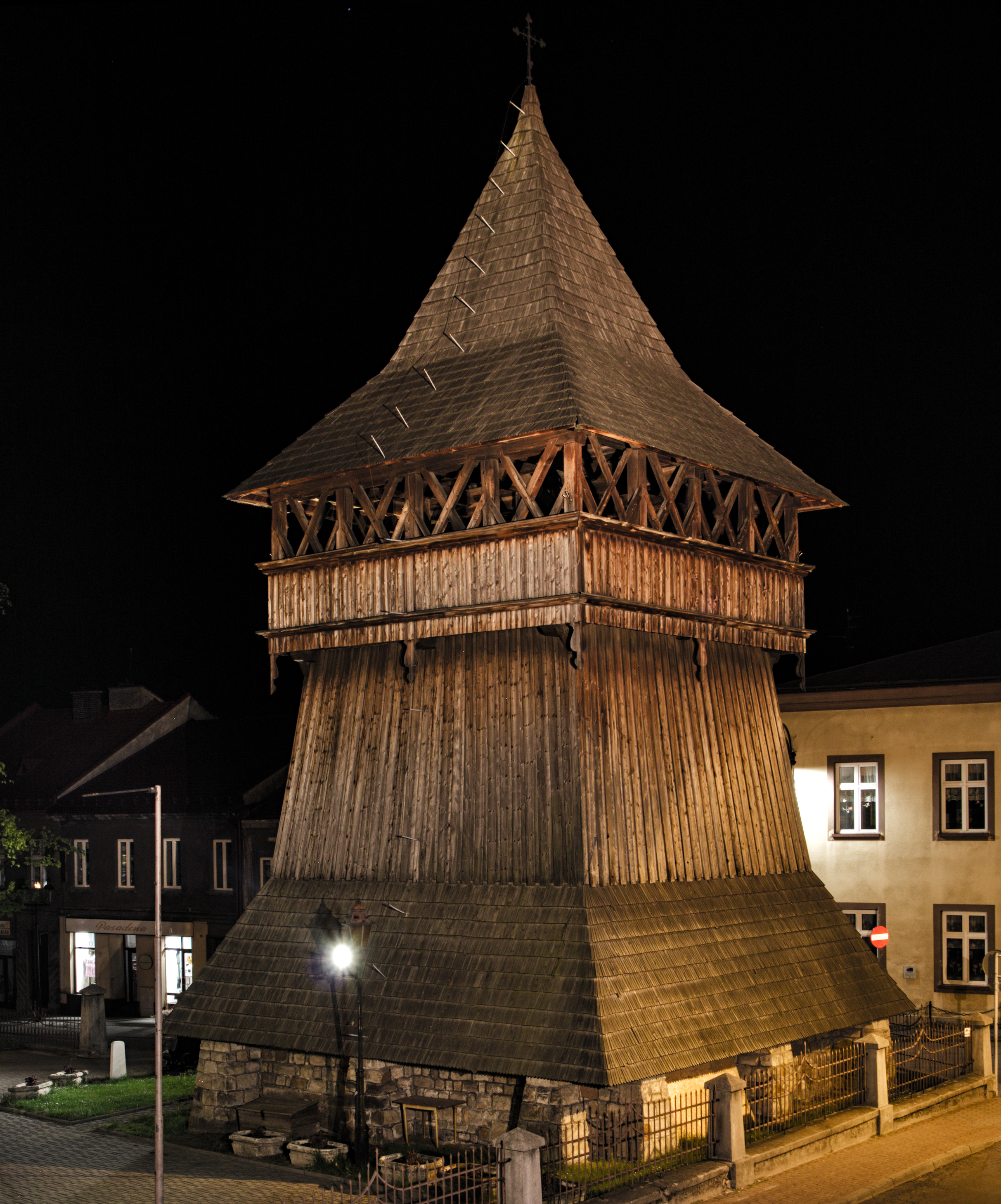
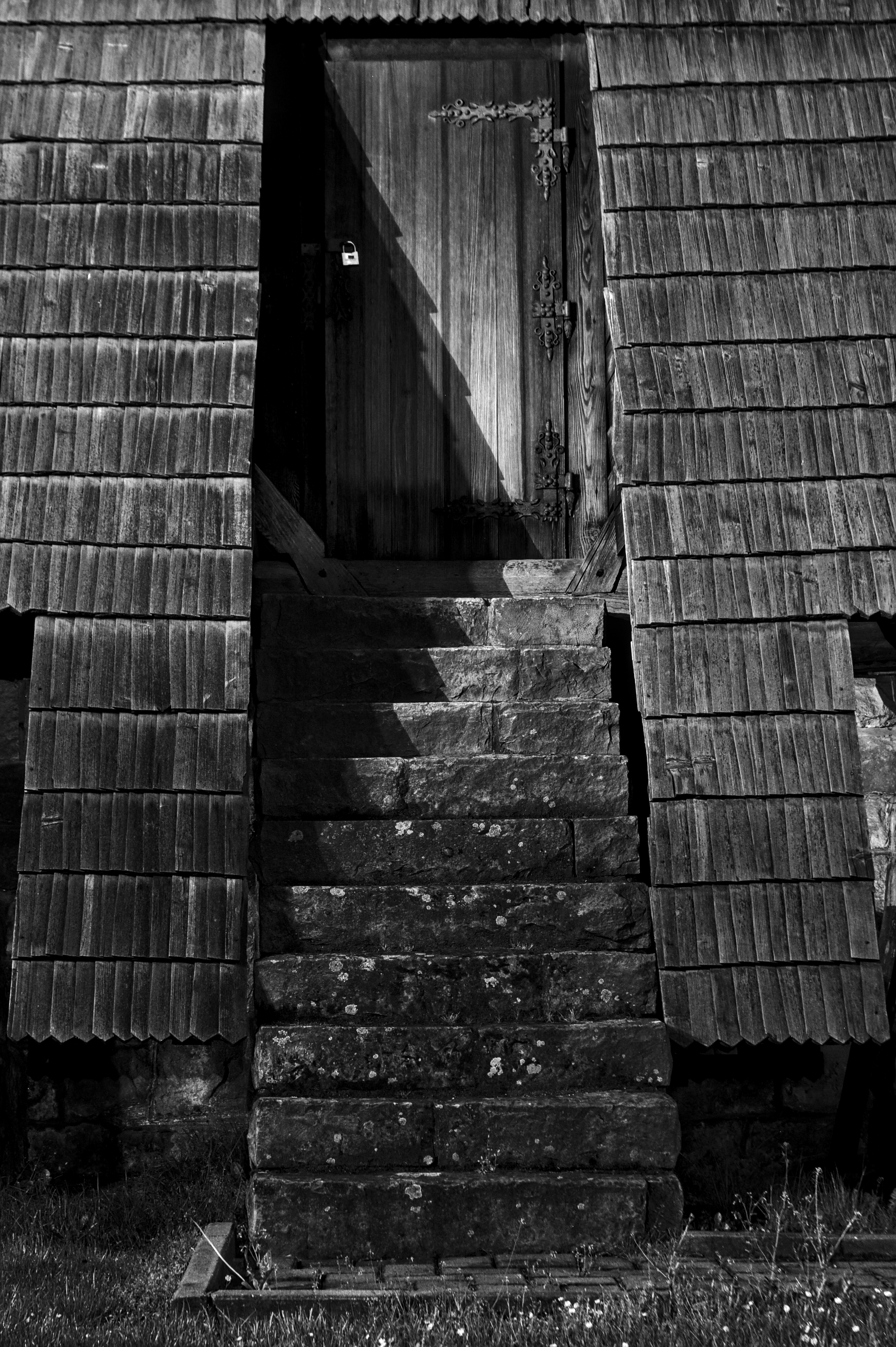
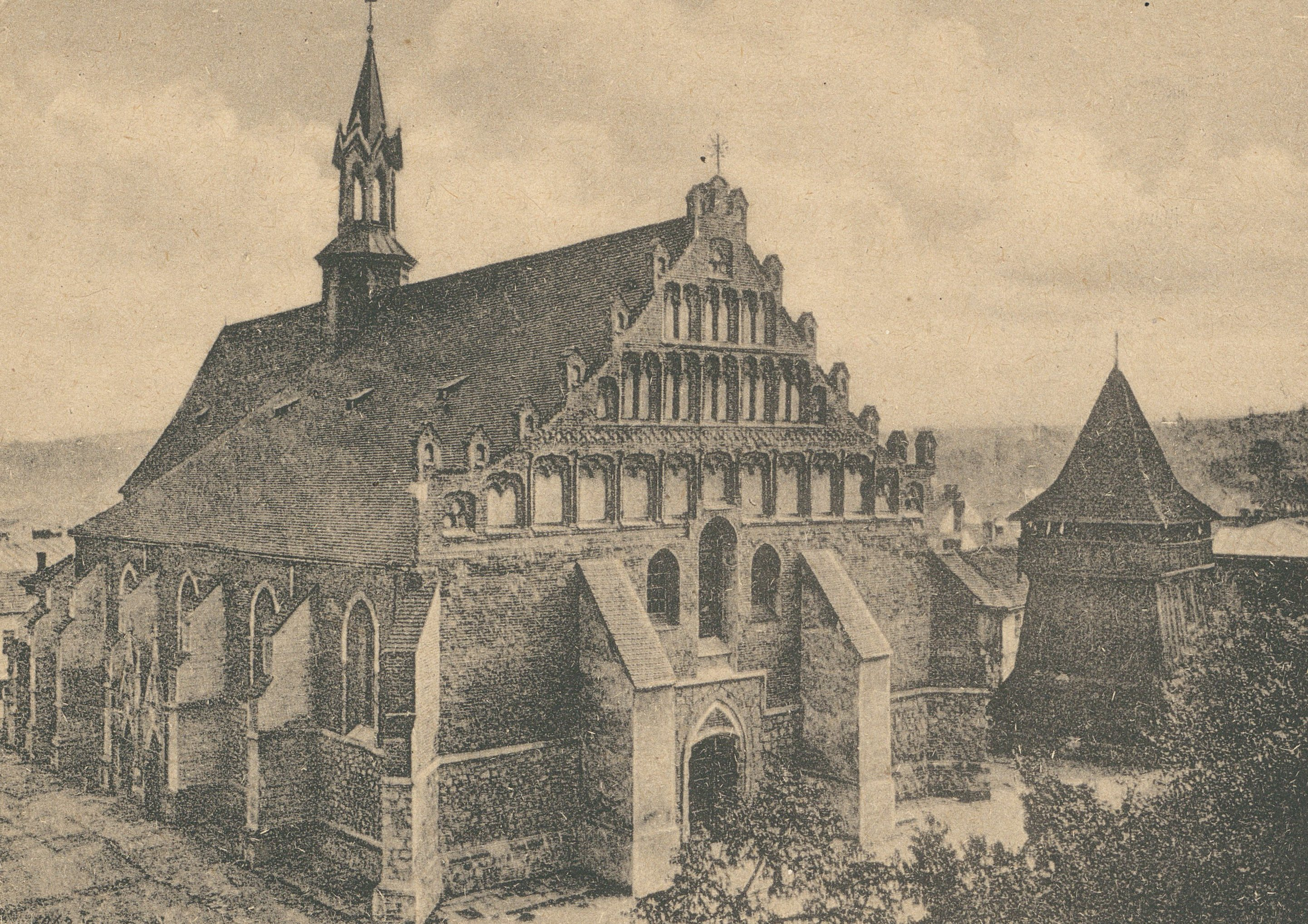